# Каджар, Садраддин-Мирза
Персидский Принц Садраддин Мирза Каджар (Садр-Эддин-Мирза, Садр-ад-Дин-Мирза, Садри-Мирза; азерб. Sədrəddin Mirzə Qacar; 1 января 1873 — 28 марта 1921, Архангельск) — военный деятель русской императорской и азербайджанской армий, участник Первой мировой войны, полковник, начальник канцелярии Военного министерства Азербайджанской Республики, член царского дома Каджаров.

## Биография
Садраддин Мирза Каджар родился 1 января 1873 года в семье Абдул-Самед-Мирзы Каджара, являвшегося сыном бывшего генерал-губернатора Азербайджана Бахмана Мирзы Каджара. Упоминается в послужных списках своего отца. Матерью Садраддин-Мирзы была дочь персидского подданого Мустафа-бека Наспар-Ханум.

### Служба в Русской императорской армии
В службу вступил 7 сентября 1892 года юнкером рядового звания в Павловское военное училище. 7 августа 1893 года выпущен подпоручиком в 38-ю артиллерийскую бригаду. Был переведён в 20-ю полевую артиллерийскую бригаду. Высочайшим приказом от 19 июля 1898 года подпоручик 20-й полевой артиллерийской бригады Принц Садри-Мирза был произведен на вакансии в поручики со старшинством в чине с 7 августа 1897 года. Высочайшим приказом от 19 августа 1901 года поручик 20-го летучего артиллерийского парка Принц Садри-Мирза за выслугу лет был произведён в штабс-капитаны со старшинством в чине с 7 августа 1901 года. 23 сентября 1901 года штабс-капитану 20-го летучего артиллерийского парка Принцу Садри-Мирзе был пожалован орден Святого Станислава III степени.
Высочайшим приказом от 4 декабря 1903 года штабс-капитан 20-го летучего артиллерийского парка Принц Садри-Мирза был назначен исправляющим должность мирового посредника 2-го отдела Нухинского уезда с зачислением по армейской пехоте, а через некоторое время — исправляющим должность мирового посредника 1-го отдела Джеванширского уезда. Высочайшим приказом от 1 мая 1906 года исправляющий должность мирового посредника 1-го отдела Джеванширского уезда числящийся по армейской пехоте штабс-капитан Принц Садри-Мирза за выслугу лет был произведен в капитаны со старшинством с 7 августа 1905 года. Высочайшим приказом от 7 июля 1910 года исправляющий должность мирового посредника 1-го отдела Джеванширского уезда числящийся по армейской пехоте капитан Принц Садри-Мирза «за болезнью» был уволен от службы подполковником с пенсией и с зачислением в пешее ополчение по Елисаветпольской губернии.

### Первая мировая война
Принимал участие в Первой мировой войне. 7 ноября 1914 года был призван по мобилизации с прежним чином капитана. 1 января 1915 года был произведён в зауряд-подполковники с зачислением во 2-ю роту 248-й пешей Самарской дружины государственного ополчения.
1 января 1915 года награждён орденом Святой Анны III степени (награда утверждена приказом главнокомандующего Кавказской армией генерала от инфантерии Н. Н. Юденича № 533 от 4 июля 1915 года). 17 января 1915 года был назначен начальником хозяйственной части 248-й пешей Самарской дружины государственного ополчения.
По данным на 1 января 1917 года, зауряд-подполковник принц Садр-Эддин Мирза продолжал оставаться в должности начальника хозяйственной части 248-й пешей Самарской дружины государственного ополчения; состоял в дружине налицо.

### На службе Азербайджана
В мае 1918 года была провозглашена независимость Азербайджанской Демократической Республики и 24 ноября 1918 года Садраддин-Мирза в звании подполковника поступил на службу в 1-ю пехотную дивизию. С 19 февраля 1919 года назначается Гянджинским уездным воинским начальником. 27 мая 1919 года Садраддин-Мирза переводится на должность Бакинского уездного воинского начальника.
Приказом Правительства Азербайджанской Республики о чинах военных от 25 июня 1919 года за №28 Садраддин-Мирза произведен в полковники. Согласно другому приказу по военному ведомству Азербайджанской Республики от 21 декабря 1919 года за №586 Садраддин-Мирза был допущен к исполнению должности начальника Канцелярии Военного министерства. 20 февраля 1920 года назначается начальником Канцелярии Военного министерства.
После падения в апреле 1920 года Азербайджанской Республики в результате ввода в страну Красной Армии и установления Советской власти полковник принц Садраддин-Мирза был арестован и выслан в Архангельск. Согласно списку генералов, офицеров и рядовых Белых армий, содержавшихся в Архангельском и Пертоминском Северных лагерях особого назначения (СЛОН) и расстрелянных по постановлению коллегии тройки Особого отдела Охраны границ Северной области, полковник принц Садраддин-Мирза был расстрелян 28 марта 1921 года под Архангельском.

## Семья
- Дочь — Сурая Каджар (1910, Шуша — 1992), азербайджанская советская певица. Народная артистка Азербайджанской ССР и Армянской ССР[13];
- Дочь — Фиришта-Ханум[13].
- Дочь — Салтанат-Ханум[13].